# Lasiosina altaica
Lasiosina altaica är en tvåvingeart som beskrevs av Dely-draskovits 1982. Lasiosina altaica ingår i släktet Lasiosina och familjen fritflugor. Inga underarter finns listade i Catalogue of Life.